# Migbelis Castellanos
Migbelis Lynette Castellanos Romero (Cabimas,  7 de junio de 1995) es una exreina de belleza, modelo, actriz y animadora venezolana, ganadora del título de Miss Venezuela 2013 y de Nuestra Belleza Latina 2018.

## Biografía
Castellanos nació en Cabimas, Venezuela; el 7 de junio de 1995, como la segunda; de los tres hijos de los zulianos, Miguel Ángel Castellanos Martínez (1969) e Isbelia Del Valle Romero Materán (1972). Sus hermanos son: Miguel Leonardo (1993 y Moisés Miguel (2001). De pequeña, soñó ser jugadora de béisbol profesional como su padre, quien jugó con los Tiburones de la Guaira y en los Estados Unidos, en las ligas menores de los Texas Rangers. 
Desde muy joven se vio atraída por el mundo del modelaje y la televisión. Pasó por la televisión local en programas infantiles de "TV COL", probó suerte en radio a través de las emisoras favoritas de su región en un programa semanal.
Desde adolescente soñó con participar y ganar el Miss Venezuela. Fue Mini Reina Venezuela 2003, también fue Miss Teen Costa Oriental 2010 y precandidata de la Feria de la Chinita 2012. 
En 2011 no logró entrar en el casting de la Feria de la Chinita por ser menor de edad. En 2013, Migbelis logra ingresar al Miss Venezuela, donde con una destacada participación logra resultar triunfadora al final del certamen. Migbelis, asistió a la Universidad Rafael Belloso Chacín; en Maracaibo, donde cursaba dos licenciaturas; una en Comunicación Social y otra en Ciencias Políticas en la Universidad del Zulia, las cuales luego cursó en línea; mientras se preparaba para el Miss Universo 2014 y abandonó posteriormente. 
El 10 de octubre de 2020, confirmó en el programa de televisión Sal y pimienta; que dio positivo para COVID-19. 

## Vida personal
A mediados de 2014, inició una relación con Francisco Cervelli; con quien se fue a vivir a Tampa en 2015, después de su participación en el Miss Universo 2014. El 18 de diciembre de 2016, anunció su compromiso matrimonial y a mediados de 2018, terminaron la relación. 
Después de haber estado durante cuatro meses en Hinge (aplicación), el 1 de abril de 2023; Univision la envió por trabajo a Nueva Jersey para ser la moderadora de un evento privado de Goya Foods y allí conoció al empresario estadounidense; Jason Unanue (bisnieto del español Prudencio Unanue, fundador de dicha empresa y a la vez, sobrino nieto de Joseph A. Unanue) e iniciaron una relación sentimental. El 16 de agosto de 2024, anunció su embarazo en el programa de televisión de Univision; Desiguales, en el que Castellanos es presentadora.El 30 de septiembre, reveló que tendrían un varón. El 28 de octubre de ese año, anunció su compromiso matrimonial. El 23 de noviembre de ese mismo año, se casaron en la Iglesia católica romana de San Pío X; en Old Tappan, con una recepción en Ciudad de Jersey y el 25 de marzo de 2025, dio a luz a Caden.

## Trayectoria como modelo

### Miss Venezuela 2013
Luego de una destacada participación en el reality Miss Venezuela, Todo por la corona, Migbelis logró estar entre las 26 seleccionadas para la noche final del Miss Venezuela 2013. 
Entonces, participó en la 61.ª edición del certamen de belleza más importante de su país; Miss Venezuela, que se llevó a cabo en el Poliedro de Caracas; representando a la región de la Costa Oriental, de donde es oriunda. Al final del evento, Castellanos fue coronada Miss Venezuela 2013 por manos de la reina saliente, Gabriela Isler; quien al siguiente mes se convirtió en Miss Universo 2013.
Castellanos se convirtió temporalmente en conductora del espacio "Estrenos y Estrellas" del Noticiero Venevisión. En febrero de 2014, viajó a Atlanta a estudiar inglés; durante poco más de dos meses, como parte de su preparación para el Miss Universo; por recomendación de María Gabriela Isler. El 6 de septiembre de 2014, viajó a New York Fashion Week.Finalmente, el 9 de octubre de 2014; entregó su corona de Miss Venezuela a Mariana Jiménez.
En noviembre de 2014, viajó a Miami para grabar el programa "Camino a la Corona" de la cadena Telemundo; previo al certamen universal y al mismo tiempo fue invitada especial al programa Un nuevo día, de dicha cadena.
Durante su reinado, Castellanos visitó diversas ciudades como Barquisimeto, Maracaibo, Maracay, Puerto Ordaz, Punto Fijo, Valencia, entre otras en Venezuela; además de Miami y Nueva York en Estados Unidos. Fue imagen de Samsung, Grupo Bimbo y Procter & Gamble para Venezuela. Además posó para las revistas OK! Venezuela, De Galas, Paréntesis, Blush, Tendencia y Todo en domingo.

### Miss Universo 2014
Como parte de sus responsabilidades como Miss Venezuela, representó al país en la 63° edición de Miss Universo que se realizó en Doral, Florida, Estados Unidos. Castellanos compitió con otras 87 candidatas de diversos países y territorios autónomos por la corona que, hasta el momento, ostentaba su antecesora y también venezolana Gabriela Isler; al final del concurso se posicionó dentro de las diez semifinalistas en el evento que fue ganado por la colombiana Paulina Vega.

### 2015-2018
Aunque estuvo alejada de la televisión durante esta época, Migbelis hizo dos obras de teatro tituladas "Todo por una Arepa" y "Mujeres Infieles", junto a la primera actriz venezolana Sonya Smith. Esta etapa teatral de Migbelis le sirvieron de preparación para retos profesionales futuros.

### Nuestra Belleza Latina 2018
Después de haberse convertido en agente inmobiliario y haber considerado trabajar en Uber, en busca de nuevas oportunidades; dejando atrás miedos e inseguridades y toda la polémica que la envolvió el estar "pasada de peso" durante el Miss Universo 2014, el 1 de julio de 2018; anunció su intención de ingresar a las filas del programa Nuestra Belleza Latina de Univision, donde logró obtener la oportunidad de ir a Miami y luchar por un cupo para entrar en la "NBL University". Al final del evento, el 2 de diciembre; de ese año, se consagró como la nueva reina de Nuestra Belleza Latina con un 46% de los votos del público, dándole a Venezuela el primer triunfo en este reality show. Como premios por ganar el certamen, Castellanos obtuvo un contrato de un año con Univision y 100.000 dólares. Después de dicho triunfo, en marzo de 2019; Univision le dio la oportunidad de estudiar en el Centro de Educación Artística, donde estuvo durante dos semanas, recibiendo clases intensivas de vocalización.

## Filmografía

### Programas de TV
| Año           | Programa                                     | Canal           | Notas                      |
| ------------- | -------------------------------------------- | --------------- | -------------------------- |
| 2013          | Miss Venezuela, Todo por la corona           | Venevisión      | Concursante                |
| 2013 - 2014   | Portada's                                    | Venevisión      | Animadora invitada         |
| 2014          | Más allá de la belleza                       | Venevisión Plus | Animadora                  |
| 2014          | Presentación a la prensa Miss Venezuela 2014 | Venevisión      | Animadora                  |
| 2014          | Estrenos y Estrellas                         | Venevisión      | Animadora invitada         |
| 2015          | Miss Universo 2014                           | Fox/Telemundo   | Concursante (Top 10)       |
| 2018          | Nuestra Belleza Latina 2018                  | Univision       | Ganadora                   |
| 2019          | Desfile de las Rosas                         | Univision       | Presentadora               |
| 2019          | Mira Quién Baila                             | Univision       | Presentadora               |
| 2019          | Premios Lo Nuestro                           | Univision       | Presentadora Alfombra Roja |
| 2022-presente | Desiguales                                   | Univision       | Presentadora               |

## Cronología
| Predecesor: Karen Soto           | Miss Costa Oriental 2013    | Sucesor: María José Marcano |
| Predecesor: Maria Gabriela Isler | Miss Venezuela 2013         | Sucesor: Mariana Jiménez    |
| Predecesor: Clarissa Molina      | Nuestra Belleza Latina 2018 | Sucesor:                    |